# Hypericophyllum altissimum
Hypericophyllum altissimum là một loài thực vật có hoa trong họ Cúc. Loài này được (Klatt) J.-P.Lebrun & Stork mô tả khoa học đầu tiên năm 1997.